# Вірмени в Йорданії
За підрахунками, сьогодні в Йорданії проживає приблизно 3000 вірмен. Більшість з них є нащадкими біженців, що прибули до території країни, рятуючись від геноциду 1915—1917 років. Вірмени Йорданії спілкуються переважно західновірменською мовою, а близько 2500 з них є вірянами Вірменської апостольської церкви, утворюючи найбільшу групу християн королівства з-поміж неарабів.
Протягом 1930—1946 років вірменське населення Йорданії складало близько 6 тис. осіб. Завдяки хвилям іммігрантів, що прийшли до Йорданії з Палестини унаслідок арабо-ізраїльської війни 1948 року, кількість вірмен країни збільшилася до приблизно 10 тисяч. Втім, починаючи з 1950-х років, і особливо після Шестиденної війни 1967 року, більшість йорданських вірмен мігрувало до країн Заходу: Австралії, Канади та США. Відтак, уже в 1970-х роках загальна чисельність вірмен королівства скоротилася до приблизно 3 тисяч.
Більшість вірмен Йорданії є нащадками тих, хто вижив під час геноциду вірмен часів Першої світової війни — їм вдалося дістатися з османських Анатолії та Кілікії до Сирії та Йорданії. Перші вірменські біженці Йорданії розселялися в містах Маан, Еш-Шубак, Ель-Карак, Мадаба та Ер-Руссайфа. Сьогодні більшість вірмен мешкає в столиці Аммані, а також в Ірбіді, Акабі, Мадабі та Ез-Зарці.

## Культура
Вірменська громада Йорданії докладає чимало зусиль задля збереження своє мови та ідентичності. Більшість вірменських організацій країни базуються в Аммані. Вони організовують зібрання для членів вірменської спільноти, а також займаються різними видами діяльності, а саме: мистецтвом, культурою, спортом, скаутингом, підтримкою жіночих, молодіжних та благодійних асоціації, святкуванням національних подій.
Вірменські студенти, які закінчили вірменські загальноосвітні школи, можуть негайно вступити до системи середньої школи Йорданії, пройшовши класи початкової школи.
Вірмени Йорданії представлені двома спортивними клубами, що брали  участь у багатьох національних лігах Йорданії та спортивних турнірах. Двома найпопулярнішими видами спорту серед вірмен краіни є баскетбол та шахи.

## Релігія
В столиці Йорданії Аммані існує Вірменський квартал. І хоча більшість вірмен його покинули, в ньому зберіглися дві вірменські церкви. 
Переважна більшість йорданських вірмен є парафіянами Єрусалимського вірменського патріархату, що входить до складу Вірменської апостольської церкви. Очільник Йорданської епархії призначається Патріархом Єрусалимським. Також, деякі з вірмен Йорданії є вірянами Вірменської католицької церкви.